# Vulpes corsac
La volpe delle steppe (Vulpes corsac Linnaeus, 1768), nota anche come volpe corsac, è una specie che appartiene al gruppo delle vere volpi (Vulpini) all’interno della famiglia dei canidi (Canidae). Vive in un vasto areale che si estende dalla regione del basso Volga, nella parte europea della Russia, attraverso l’Asia occidentale e centrale, fino alla Manciuria, al Tibet e al nord dell’Iran. Il suo habitat comprende principalmente steppe, semideserti e zone desertiche. Come la maggior parte delle volpi, è un carnivoro che si nutre soprattutto di insetti e piccoli mammiferi.
Non esistono dati certi sulla consistenza o sull’andamento della popolazione. La volpe corsac è cacciata in tutto il suo areale soprattutto per la pelliccia. Tuttavia, grazie all’ampia diffusione e all’assenza di minacce gravi, l’Unione internazionale per la conservazione della natura (IUCN) la classifica come Least Concern, vale a dire «specie a rischio minimo».

## Descrizione

### Aspetto

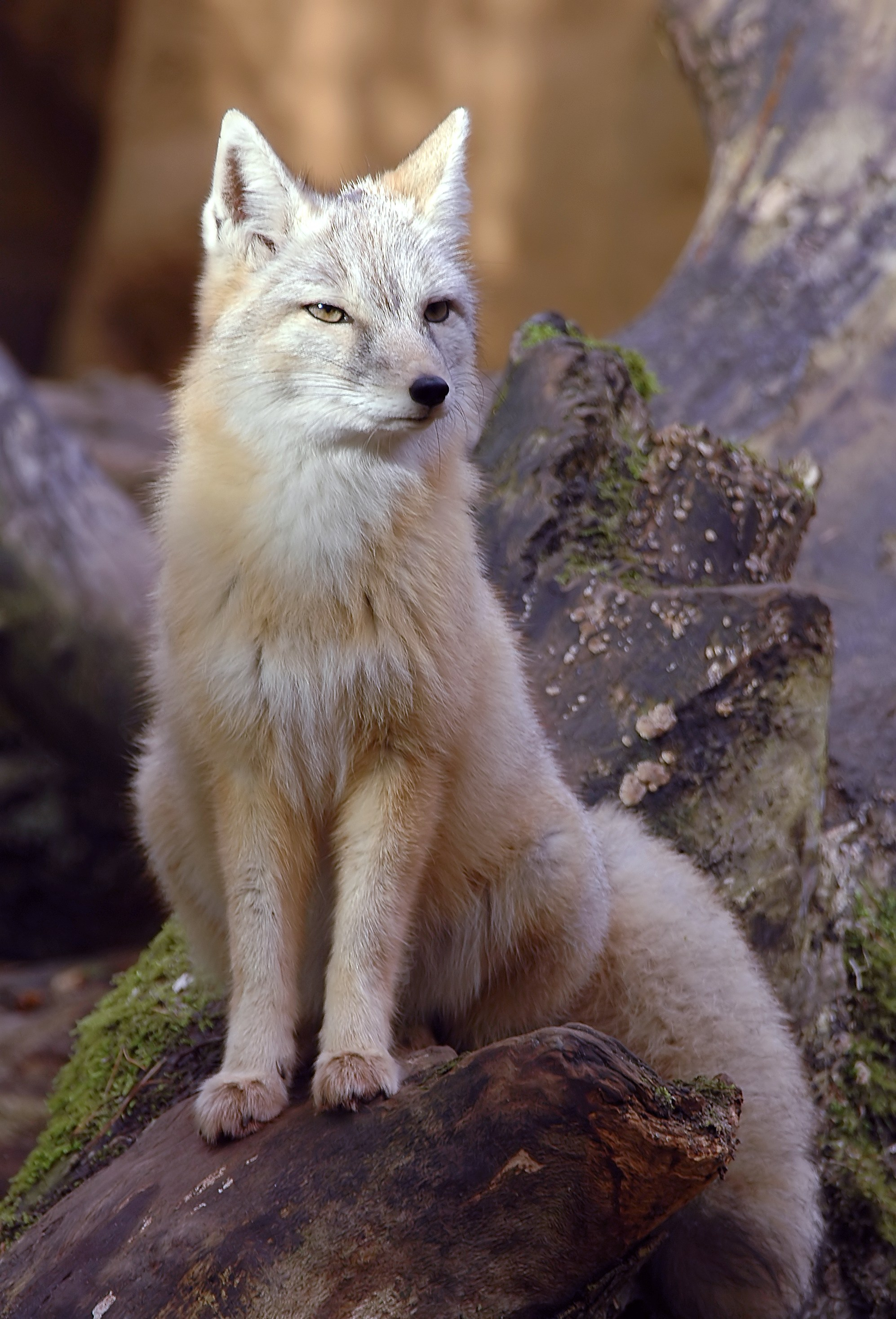
Volpe delle steppe allo zoo di Amersfoort (Paesi Bassi)

La volpe delle steppe raggiunge una lunghezza testa-corpo di 45-60 centimetri e una coda di 24-35 centimetri. Il peso varia da 1,6 a 3,2 chilogrammi nei maschi e da 1,9 a 2,4 chilogrammi nelle femmine, che risultano perciò leggermente più piccole e leggere. Oltre a questa differenza di dimensioni, non vi sono altre caratteristiche che distinguano i due sessi, e quindi non si osserva un vero e proprio dimorfismo sessuale.
In estate il mantello va dal bruno-grigiastro al rossiccio, con parti gialle o biancastre sotto la gola e sull’addome. La testa è grigio-ocra o marrone, leggermente più scura sulla fronte, mentre muso, gola e parte inferiore del collo sono da bianchi a giallastri. Le orecchie, che misurano 50-70 millimetri, sono corte rispetto a quelle di altre specie di volpi e hanno una colorazione simile a quella del dorso: la parte anteriore è fasciata di bruno e quella posteriore tende all’ocra-bruno o al rosso-bruno. Le zampe anteriori presentano tonalità giallo chiaro sul lato frontale e giallo-ruggine sui lati; quelle posteriori, invece, sono un po’ più chiare a parità di tinta. La coda, lunga circa la metà del corpo, è folta e varia dal bruno-ocra scuro al grigio-bruno, con la parte superiore nera, una punta scura e un inconfondibile segno altrettanto scuro a circa sei o sette centimetri dall’attaccatura, in corrispondenza della ghiandola violetta. Sul lato inferiore, il pelo può essere grigio cenere, marrone o tendente al ruggine.
Nel corso dell’autunno e della primavera la volpe delle steppe cambia il pelo (muta), con il mantello invernale che viene completamente rimpiazzato in primavera. Il manto invernale è molto più chiaro, spesso, morbido e setoso, ed è apprezzato dall’uomo per la sua qualità. Presenta al centro una striscia bruna ben marcata e punte dei peli di colore argenteo. Pelo e pelle proteggono l’animale dal freddo e dalle condizioni climatiche estreme, frequenti nella maggior parte del suo areale, soprattutto in inverno. Le aperture pilifere non superano i 2 micrometri e possono cambiare a seconda della stagione, aumentando l’effetto isolante della pelliccia.
Poiché il suo areale si sovrappone a quello di diverse altre volpi, non è raro che venga confusa con specie simili. Dalla più grande volpe rossa (Vulpes vulpes), con cui condivide spesso gli stessi territori, si distingue per le zampe proporzionalmente più lunghe, oltre che per la punta della coda scura o nera. Quest’ultimo tratto la differenzia anche dalla volpe delle sabbie tibetana (Vulpes ferrilata), con cui coabita solamente lungo il margine settentrionale dell’altopiano tibetano ed è più grande, con una forma del cranio diversa e marcate bande scure sul collo. La volpe di Blandford (Vulpes cana) si distingue invece per la colorazione e la struttura del corpo, in particolare per i disegni scuri sotto gli occhi e il manto punteggiato, mentre la volpe del Bengala (Vulpes bengalensis) ha le orecchie giallo sabbia e la volpe di Rüppell (Vulpes rueppelli) si riconosce per il pelo color sabbia, una macchia scura sul muso e la coda lunga con la punta bianca.

### Cranio e Scheletro

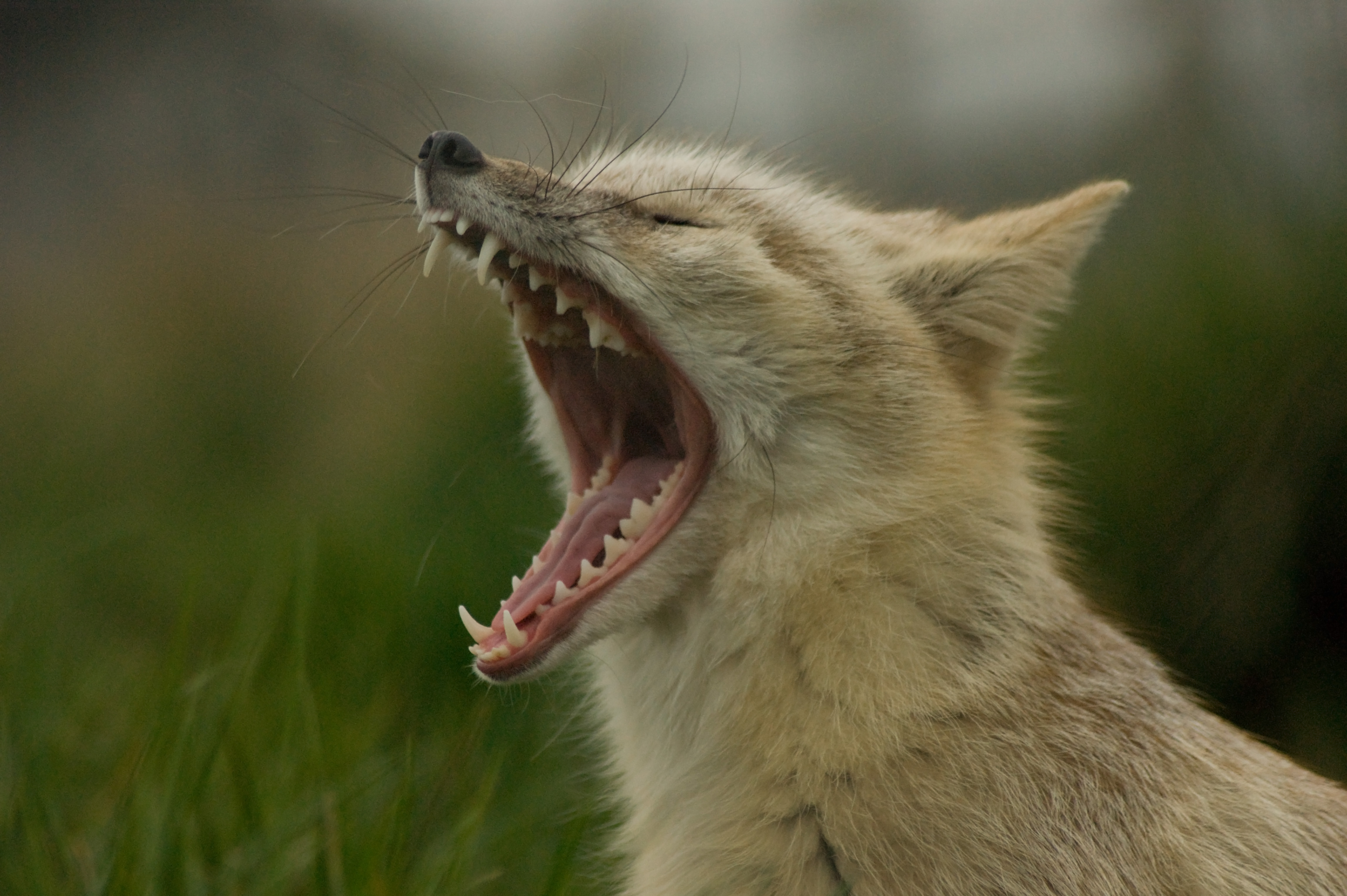
Esemplare che sbadiglia, con dentatura ben visibile

Il cranio misura da 96 a 113 millimetri in lunghezza basale, con una larghezza di 57-71 millimetri a livello degli archi zigomatici e di 49-50 millimetri nella zona del neurocranio. Il muso osseo (parte anteriore del cranio) è lungo 46-52 millimetri, mentre le ossa nasali si attestano sui 36-42 millimetri. Rispetto alla volpe rossa, il cranio della volpe delle steppe risulta più piccolo, più corto ma leggermente più largo, e presenta canini più robusti.
La fila dentaria superiore, lunga 48-55 millimetri, è composta da denti piuttosto piccoli. In ogni metà dell’arcata superiore si trovano tre incisivi, un canino, quattro premolari e due molari; nella metà inferiore si aggiunge un terzo molare, per un totale di 42 denti. Il primo molare superiore è sensibilmente più minuto rispetto a quello di altre specie di volpi.

### Genetica
La volpe delle steppe presenta un corredo cromosomico aploide (n) di 18 e uno diploide di 36 cromosomi per cellula. Si ritiene che l’antenato comune della volpe delle steppe e della volpe rossa possedesse inizialmente 68 cromosomi, poi ridotti attraverso diverse fusioni, avvenute però in modo differente nelle due specie. Sono inoltre disponibili sequenze genetiche sia del DNA nucleare sia di quello mitocondriale, sfruttate soprattutto nelle analisi filogenetiche. Tra queste figurano il citocromo b e i geni COI e COII, tutti di origine mitocondriale e comunemente utilizzati come riferimenti standard per tali studi.

## Distribuzione e habitat

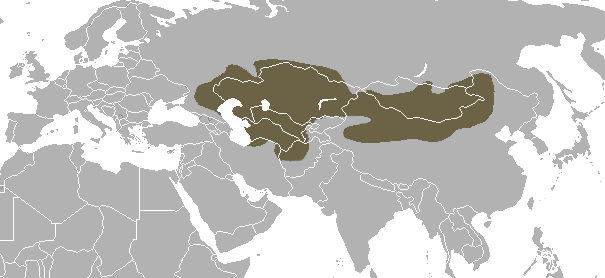
Areale della specie

La volpe delle steppe abita le regioni di steppa, le zone semidesertiche e desertiche dell’Asia centrale. Il suo areale parte dalla regione del basso Volga e, passando per l’Asia occidentale e centrale, si estende fino alla Manciuria e al Tibet. In Europa la si trova fino all’area di Samara, in Tatarstan e nel Caucaso settentrionale. Da qui, l'areale prosegue attraverso Turkmenistan, Uzbekistan, Tagikistan e Kazakistan, comprendendo le steppe e le aree di steppa boscosa della Russia, inclusa la zona meridionale della Siberia occidentale. La specie è inoltre presente nella Transbajkalia, in tutta la Mongolia (eccetto le aree montane boscose) e nel nord-est della Cina (Manciuria, Mongolia Interna, aree tra l’Argun’ e i monti del Grande Khingan), in Zungaria, nella regione di Kashgar (Xinjiang), in Afghanistan e nel nord-est dell’Iran. Non è chiaro dove passi esattamente il confine meridionale del suo areale, che in Cina giungerebbe probabilmente alle catene montuose che delimitano a nord l’Altopiano del Tibet.
Negli ultimi tempi si è osservata un’espansione verso ovest, forse in parallelo all’aumento delle popolazioni di bobak (Marmota bobak), che hanno raggiunto la zona di Voronež. Avvistamenti sporadici della volpe delle steppe sono documentati nelle steppe dell’Ucraina fino a Pavlohrad, nella Transcaucasia orientale in Azerbaigian e, probabilmente, anche nel Kirghizistan occidentale.
Il suo habitat prediletto resta comunque la steppa, compresi i territori aridi o desertici; evita le aree montane ed è in genere assente da foreste, boscaglie e insediamenti umani. In alcuni casi può comparire temporaneamente su terreni agricoli, dove trova possibili prede.

## Lebensweise

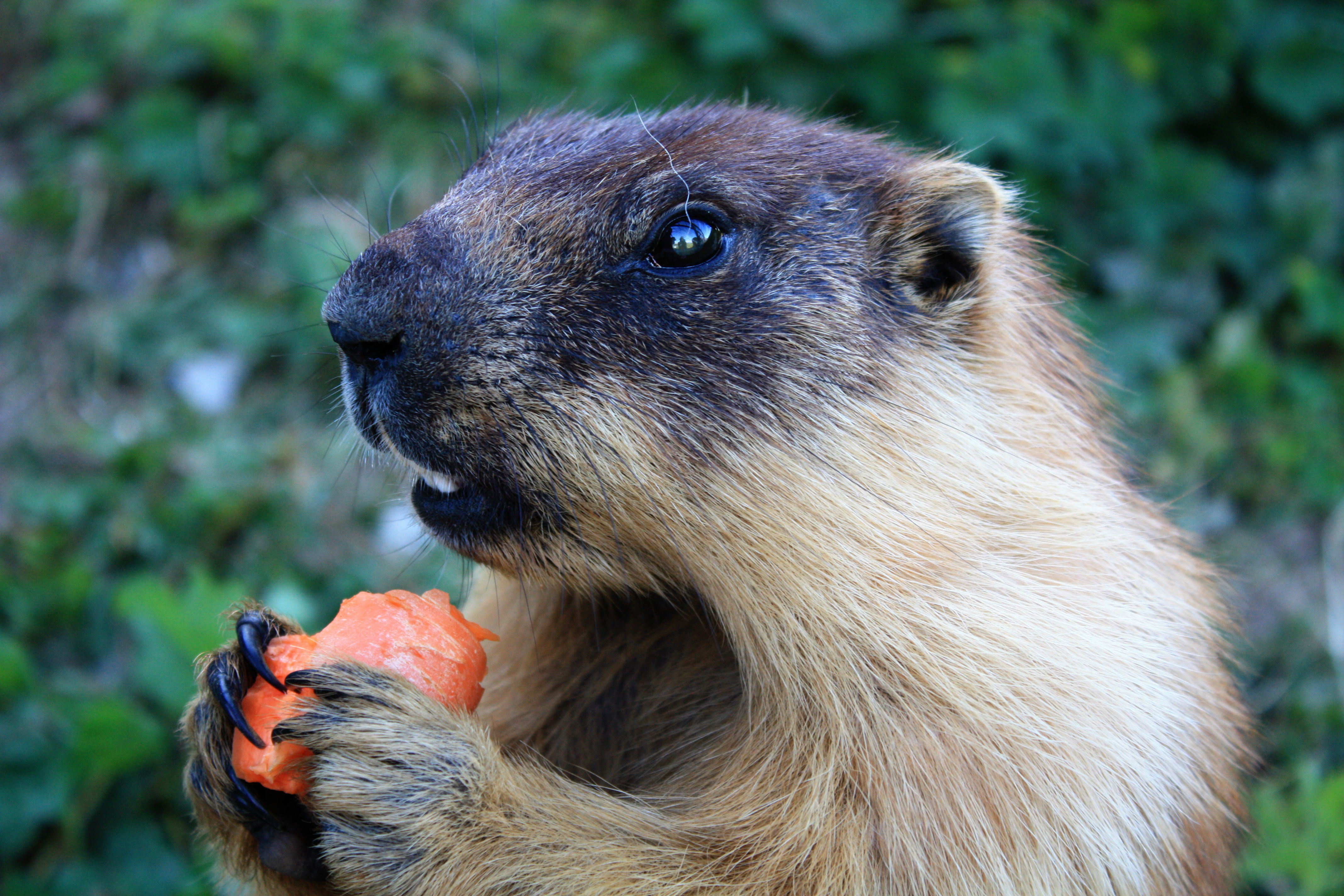
La volpe delle steppe utilizza soprattutto le tane del bobak della Mongolia come rifugio.

La volpe delle steppe è adattata sia alla siccità sia al freddo e alle condizioni climatiche estreme, riuscendo a sopravvivere per lunghi periodi senza acqua o cibo. In ambiente di steppa, tuttavia, frequenta spesso le fonti d’acqua, dove trova anche parte delle sue prede. Di norma è un animale notturno: la caccia comincia la sera, raggiunge il picco nella prima metà della notte e riprende poco prima dell’alba. In estate, però, quando deve provvedere ai cuccioli, può essere attiva anche durante il giorno.
La struttura sociale si fonda sul nucleo familiare. Per costruirsi un rifugio, la volpe delle steppe utilizza soprattutto tane abbandonate di marmotte o di altri roditori, mentre più di rado occupa quelle di volpi rosse o tassi. Nelle regioni settentrionali del suo areale, sceglie spesso le gallerie del bobak della Mongolia (Marmota sibirica). Uno studio condotto in Mongolia ha dimostrato che la volpe delle steppe ricorre alle tane di queste marmotte con frequenza nettamente superiore rispetto a quelle di altre specie, riconoscendo al roditore un ruolo di «specie chiave» per l’ecosistema locale. Di solito queste tane non sono profonde e presentano da uno a quattro ingressi; offrono riparo dalle intemperie e dai predatori, soprattutto in inverno, quando bufere e gelo intenso costringono talvolta più esemplari a condividere la stessa tana. Le tane destinate alla cucciolata sono di solito dotate di un numero maggiore di ingressi collegati a una camera centrale.
Le dimensioni del territorio di caccia variano molto in base alla disponibilità di prede e risorse: in condizioni ideali può bastare un chilometro quadrato per una coppia, mentre in zone meno favorevoli si estende fino a 35-40 chilometri quadrati. Marcature con urina e feci compaiono soprattutto vicino alle tane, ma sono meno frequenti che in altre specie. Il mezzo di comunicazione principale è il latrato, declinato in differenti tonalità in base alle necessità di caccia, difesa del territorio, accoppiamento o reazione a minacce, a cui si aggiungono brevi suoni acuti, come guaiti e pigolii, usati a distanza ravvicinata.
In inverno la volpe delle steppe evita di spostarsi su manti nevosi superiori ai 15 centimetri, dove rischia di sprofondare a causa dell’elevata pressione esercitata (68-80 g/cm²), rispetto a quella inferiore della volpe rossa (27-30 g/cm²). Preferisce quindi le zone già compattate dagli ungulati e talvolta segue le mandrie di saiga (Saiga tatarica), gazzella subgutturosa (Gazella subgutturosa) o gazzella della Mongolia (Procapra gutturosa), che, fuggendo, mettono in movimento potenziali prede, facilitandone la cattura. Dalle aree settentrionali del suo areale, in inverno, può migrare fino a 600 chilometri verso sud e spostarsi dalle regioni di foresta o prateria a quelle semidesertiche, dove il numero di prede resta più alto.
Nel XVII secolo, grazie alla sua docilità, veniva spesso tenuta come animale domestico in Russia.

### Alimentazione

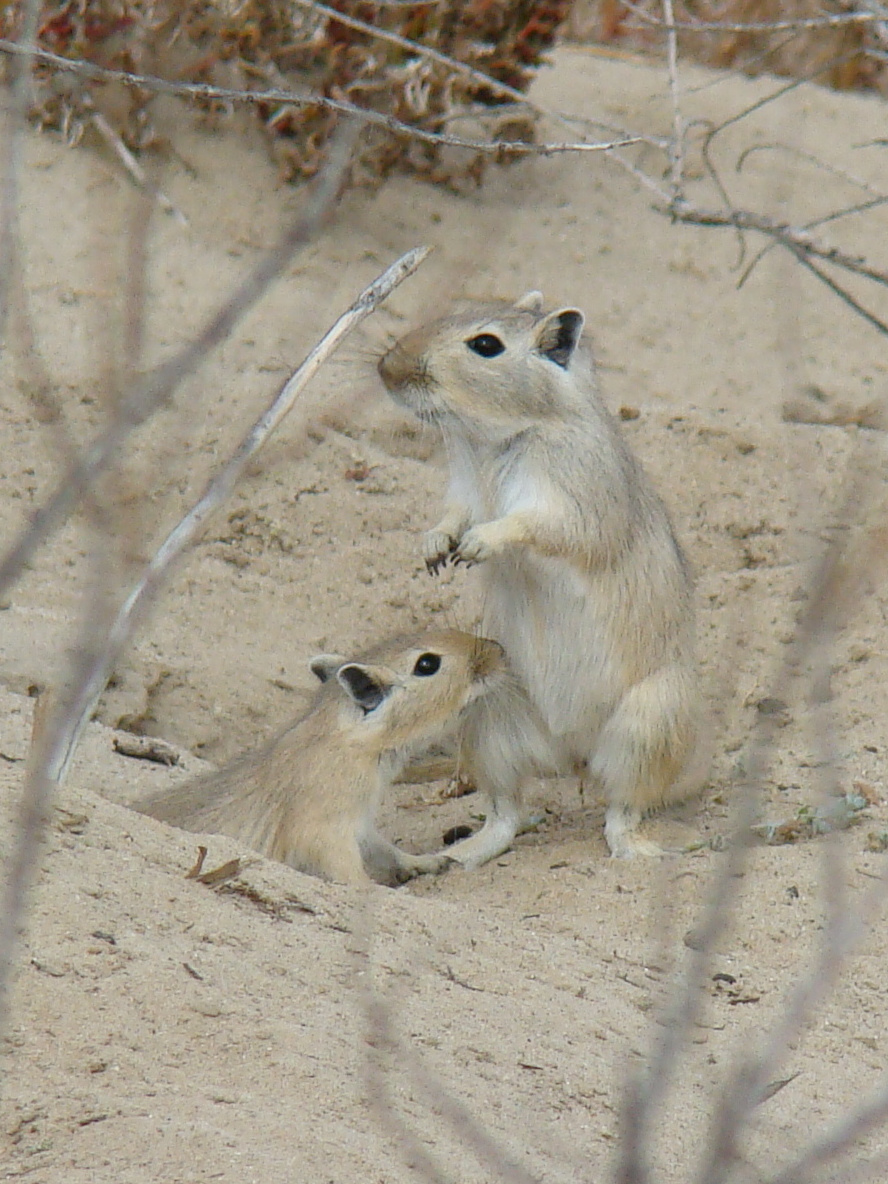
In alcune regioni, il gerbillo gigante è tra le prede più comuni della volpe delle steppe.

La volpe delle steppe è un predatore opportunista che si nutre principalmente di mammiferi di piccole e medie dimensioni e di insetti, senza disdegnare uccelli o vegetali. La composizione della sua dieta varia a seconda delle specie più presenti nelle diverse regioni del suo ampio areale: nel nord prevalgono l’arvicola Stenocranius gregalis e il lemming delle steppe (Lagurus lagurus), mentre altrove compaiono con maggiore frequenza il gerbillo gigante (Rhombomys opimus), i merioni (Meriones), i topi saltatori (Allactaga e Dipus), i cricetuli (Cricetulus) e i fodopi (Phodopus), varie specie di arvicole (Alticola, Lasiopodomys, Microtus) e il citello dalla coda lunga (Urocitellus undulatus). Solo in rari casi, e soprattutto per opportunità, cattura prede di taglia più grande come pika (Ochotona), lepri (Lepus) o marmotte (Marmota). In alcune zone della Cina è stata segnalata anche come uno dei predatori principali dell'ubara di MacQueen (Chlamydotis macqueenii).
Generalmente caccia da sola, soprattutto in estate, ma talvolta si formano piccoli gruppi, probabilmente famigliari o socialmente uniti. In inverno, quando la disponibilità di prede diminuisce, si nutre anche di carcasse abbandonate dai lupi e, nelle zone vicine agli insediamenti umani, può cercare cibo nei rifiuti. Tra le piante di cui si ciba figurano l’aglio selvatico (Allium polyrhizum), l’asparago del Gobi (Asparagus gobicus) e il tribolo (Tribulus terrestris), mentre il consumo di frutta risulta limitato.

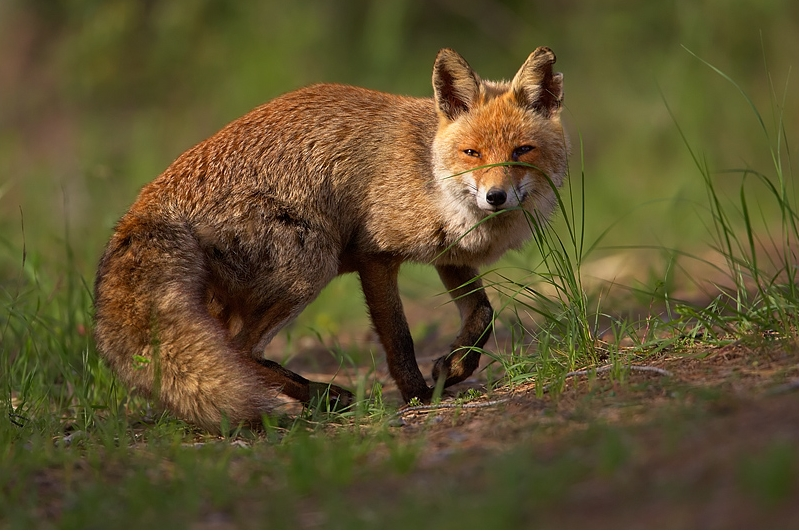
La volpe rossa compete in inverno per le prede con la volpe delle steppe

I principali competitori della volpe delle steppe sono altri carnivori, in particolare la volpe rossa (Vulpes vulpes) e il lupo (Canis lupus). Nei periodi di scarsità alimentare, specie in inverno, si aggiungono a questa lista il tasso (Meles meles) e altri mustelidi, tra cui l'ermellino (Mustela erminea), la donnola degli Altai (Mustela altaica), la puzzola delle steppe (Mustela eversmanii), la donnola (Mustela nivalis), la donnola siberiana (Mustela sibirica) e la puzzola marmorizzata (Vormela peregusna), e il manul (Otocolobus manul). Anche diversi rapaci, come il falco sacro (Falco cherrug), l'albanella pallida (Circus macrourus) e l'albanella reale (Circus cyaneus), l’aquila delle steppe (Aquila nipalensis), la poiana calzata (Buteo lagopus) e la poiana codabianca (Buteo rufinus), possono entrare in competizione per le prede. Il concorrente principale resta comunque la volpe rossa, che si nutre anch’essa soprattutto di insetti e roditori di piccola taglia. Secondo uno studio basato sull’analisi delle feci in Mongolia, in primavera ed estate la volpe delle steppe mangia più coleotteri e meno cavallette rispetto alla volpe rossa, che include anche un maggior numero di carcasse di grandi mammiferi nella sua dieta. Ne deriva che la concorrenza alimentare tra le due specie aumenta soprattutto nei mesi invernali, quando gli insetti scompaiono e le risorse si riducono sensibilmente.

### Riproduzione

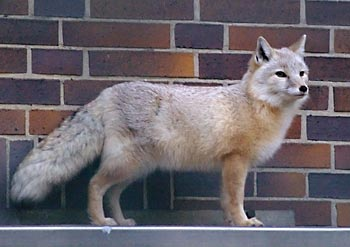
Corsac allo Zoo di Berlino

La volpe delle steppe partorisce un’unica cucciolata all’anno. Nell’area in cui vive, la stagione degli amori va in genere da gennaio a marzo, con l’ovulazione che si verifica perlopiù tra gennaio e febbraio. All’inizio di questo periodo gli animali formano gruppi, in cui più maschi si contendono la femmina pronta ad accoppiarsi. Una volta scelto il partner, la coppia diventa monogama e condivide la stessa tana. La gestazione dura 52-60 giorni; le nascite più precoci avvengono a metà marzo, ma la maggior parte cade in aprile. In media le cucciolate contano cinque o sei piccoli, anche se il numero può variare da due a dieci. Nei periodi di maggiore disponibilità alimentare, il numero dei cuccioli tende a crescere, lasciando supporre che la quantità di cibo incida direttamente sulla prolificità.
I neonati, lunghi 13-14 centimetri e pesanti 60-65 grammi, nascono ciechi e sordi, con un manto morbido e chiaro e una coda senza segni particolari, assumendo il colore tipico degli adulti solo più avanti. Aprono gli occhi tra il 14° e il 16° giorno e, intorno al 28°, iniziano a ingerire carne. Verso metà maggio, compaiono per la prima volta all’esterno. Dopo il parto, la madre rimane con i piccoli nella tana per circa due mesi, mentre il maschio, pur vivendo in un rifugio separato o all’aperto, partecipa attivamente alla caccia e alla difesa della prole. Se la tana viene infestata da parassiti, la femmina può trasferire i cuccioli in un altro rifugio anche due o tre volte. Talvolta, due femmine condividono la stessa tana con le relative cucciolate, mentre altri individui offrono il proprio sostegno durante l’allevamento. Una volta svezzati i piccoli, la femmina può insediarsi in una nuova tana con il maschio, lasciando i cuccioli in quella originaria.
La crescita dei giovani è piuttosto rapida: già a quattro mesi raggiungono la taglia di un adulto. Diventano sessualmente maturi intorno ai nove mesi di vita, potendo così riprodursi già alla fine del primo anno. Spesso lasciano la tana materna ma di solito restano nei paraggi, con la possibilità di tornarvi in autunno e in inverno.
I principali pericoli per i cuccioli all’interno del rifugio sono malattie, predatori e, stando ad alcune testimonianze di cacciatori, anche le formiche, che potrebbero attaccare i piccoli indifesi. Nelle popolazioni di volpe delle steppe, i lunghi e rigidi inverni causano un marcato aumento della mortalità per mancanza di cibo. Gli esemplari adulti possono vivere fino a nove anni.

### Fressfeinde und Parasiten

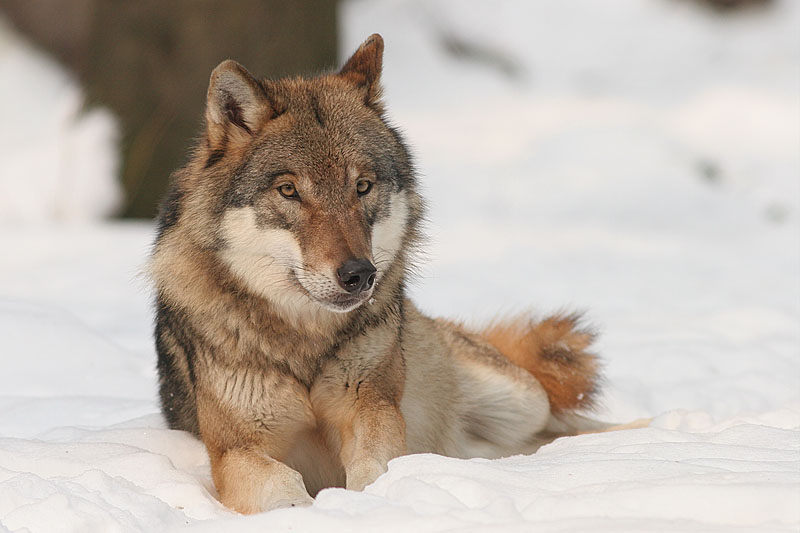
Il lupo è al tempo stesso un concorrente e, in inverno, un potenziale predatore

Tra i principali predatori della volpe delle steppe figurano grandi carnivori come il lupo e cani domestici inselvatichiti. In inverno, soprattutto in presenza di abbondanti nevicate, la pressione venatoria dei lupi si intensifica. Le volpi rosse, di dimensioni nettamente superiori, possono entrare nelle tane estive delle cugine delle steppe, cacciandole e uccidendo i cuccioli (senza poi divorarli). Altri predatori includono rapaci come l’aquila reale (Aquila chrysaetos), l’aquila imperiale orientale (Aquila heliaca) e la poiana degli altipiani (Buteo hemilasius), oltre a gufi come il gufo reale (Bubo bubo) e il gufo delle nevi (Bubo scandiacus). Resti di volpe delle steppe sono stati rinvenuti persino nei nidi dell'avvoltoio monaco (Aegypius monachus).
Come altre volpi, la specie può ospitare diversi parassiti, sia esterni (ectoparassiti) sia interni (endoparassiti). Tra questi ultimi compaiono i nematodi Trichinella pseudospiralis e T. nativa, i cestodi Echinococcus multilocularis e Mesocestoides lineatus, l’acantocefalo Macracanthorhynchus catulinus e i coccidi Isospora buriatica ed Eimeria heissini. Nel nord del Kazakistan, l’elevata incidenza di T. nativa si spiega in parte con l’uso di carcasse di volpe come esche, che favorisce la diffusione delle infezioni. La volpe delle steppe è inoltre un serbatoio naturale del protozoo Leishmania donovani (responsabile della leishmaniosi viscerale) e un ospite intermedio di Sarcocystis corsaci; in laboratorio si è visto che può essere infettata dal protozoo Sarcocystis citellivulpes, sviluppando sporozoiti in circa sette-otto giorni. La specie può anche contrarre e trasmettere rabbia e cimurro.
Tra gli ectoparassiti, pulci, acari e zecche sono i più comuni, con infestazioni che raggiungono i valori massimi in autunno e variano in base alla zona geografica.

## Evoluzione e sistematica

### Fossilgeschichte
La specie Vulpes praecorsac, documentata nel Pleistocene inferiore e rinvenuta in Austria e Ungheria, è considerata un parente stretto o un potenziale precursore della volpe delle steppe.
Il più antico reperto fossile di quest’ultima risale al Pleistocene medio in Cina. Durante il Pleistocene superiore, la sua presenza è attestata dalla Svizzera (nell’Europa centrale) fino alla Cina settentrionale e agli Urali. Da uno dei siti più importanti, la grotta Prolom-II in Crimea (Ucraina), provengono almeno 535 resti ossei appartenenti ad almeno 26 esemplari, in un luogo abitato da gruppi di cacciatori-raccoglitori del Paleolitico medio. Alcuni di questi reperti confermano la sopravvivenza della specie in Crimea sia nel periodo pleniglaciale (circa 75.000-15.000 anni fa), sia nel tardo glaciale (15.000-9.500 anni fa).

### Sistematica
La prima descrizione scientifica della volpe delle steppe risale al 1768, a opera di Linneo, che la classificò come Canis corsac, includendola dunque nel genere Canis. L’esemplare tipo proviene dalle steppe del Kazakistan settentrionale, vicino a Petropavlovsk. Nel 1912, Kašenko descrisse Vulpes nigra, oggi considerato un sinonimo. Nel 1935, Ognev attribuì la specie descritta da Linneo a Vulpes corsak corsak (genere Vulpes), mentre nello stesso anno la Dorogostajska propose la sottospecie Vulpes corsac skorodumovi – non più valida – ma per la prima volta sotto il binomio attualmente accettato, Vulpes corsac. L’epiteto specifico corsac deriva dal nome russo o turco di quest’animale.
Oggi la volpe delle steppe è inclusa, insieme ad altre undici specie, nel genere Vulpes. In base a dati morfologici e molecolari, Binninda-Emonds e colleghi (1999) la riconobbero come specie «sorella» della volpe delle sabbie tibetana (Vulpes ferrilata), formando insieme il gruppo gemello di un clade che comprende la volpe rossa (Vulpes vulpes) e la volpe di Rüppell (Vulpes rueppellii). Studi successivi (Zrzavý & Řičánková, 2004) non hanno però confermato questa posizione, collocando invece la volpe delle sabbie tibetana come forma basale del genere.
Secondo Wilson & Reeder (2005), esistono due sottospecie (Vulpes corsac corsac e Vulpes c. kalmykorum). Clark et al. (2008) menzionano anche V. c. turkmenicus, mentre Sillero-Zubiri (2009) aggiunge V. c. scorodumovi. Secondo quest’ultimo, V. c. corsac è diffusa nella parte settentrionale dell’areale fino alle steppe degli Altaj, V. c. kalmykorum nel bacino del Volga e nella regione Volga-Ural, V. c. scorodumovi nel nord della Cina, in Mongolia e in alcune zone della Russia, mentre V. c. turkmenicus interessa l’area più meridionale, dal Centro Asia all’Afghanistan e al Kazakistan, fino al nord-est dell’Iran.
Il termine «corsac» proviene da una lingua turca (si confronti il turco karsak) ed è entrato nel russo (Корсак) prima di diffondersi nelle lingue europee. L’origine più antica è incerta, ma potrebbe derivare dalla radice turca *qarsa, «veloce, rapido», che farebbe riferimento allo stile di vita vagabondo di questo animale.

## Rapporti con l’uomo

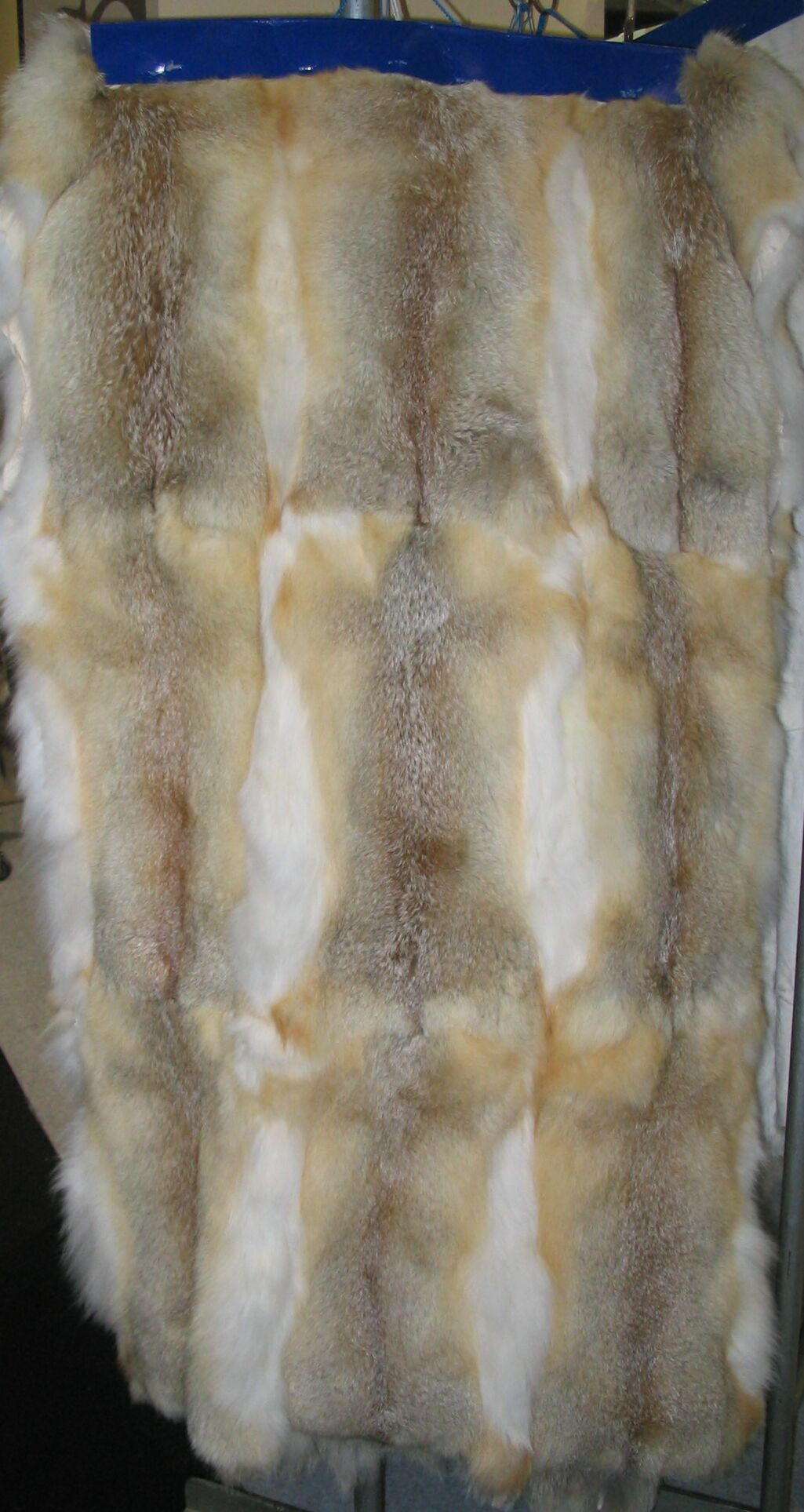
Pelli di corsac («volpe della Mongolia»)

La caccia alla volpe delle steppe in Kazakistan è documentata sin dall’Età del Bronzo. In questa regione e nell’attuale Kirghizistan, il commercio di pellicce di corsac risale almeno al XIII secolo. Tradizionalmente si utilizzano levrieri appositamente addestrati (tazy) e tecniche di falconeria con il falco sacro e l’aquila reale (Aquila chrysaetos); sono però diffuse anche forme di caccia con fucili e trappole poste all’ingresso delle tane.
Apprezzata per la sua pelliccia folta e pregiata, la specie è stata oggetto di un intenso prelievo in passato, ma la persecuzione prosegue ancora oggi. In alcuni anni del XIX secolo, in Russia si commerciavano annualmente 40-50.000 pellicce di volpe delle steppe, mentre alla fiera di Irbit, in Siberia, se ne vendevano circa 10.000 all’anno. Negli anni '20 del Novecento, grazie a nuove tecniche di tintura, la pelliccia di corsac divenne particolarmente ricercata: nella stagione 1925/26 si esportarono 71.629 pelli, mentre in quella successiva solo 22.836. Ancora intorno al 2008, in Cina, Mongolia, Russia e in altre zone settentrionali dell’areale la domanda di queste pellicce rimaneva elevata.
Poiché la volpe delle steppe si adatta con difficoltà alle aree agricole o ai pascoli, la trasformazione di molte regioni di steppa in terreni coltivati e la forte crescita locale degli allevamenti rappresentano una minaccia per la specie. La caccia intensa ha causato drastici cali demografici in alcune parti dell’areale, aggravati anche dalla perdita di habitat, tanto da determinare il suo progressivo ritiro da vaste zone dove un tempo era diffusa. Nel XX secolo si sono registrati diversi «collassi catastrofici» della popolazione, tali da spingere alcuni Paesi, come il Kazakistan, a introdurre divieti di caccia (tra il 1928 e il 1938). Tuttavia, non esistono stime certe sul numero di esemplari totali né sull’evoluzione della popolazione, che può subire forti fluttuazioni in base al clima e ad altri fattori: in annate particolarmente rigide, gli individui possono ridursi a un decimo nel giro di un anno.
Malgrado ciò, grazie all’ampio areale e all’assenza di minacce immediate, l’Unione internazionale per la conservazione della natura (IUCN) classifica la specie come Least Concern («a rischio minimo»), e il suo nome non compare negli elenchi della CITES. La caccia è in genere regolamentata e consentita solo da novembre a marzo, mentre metodi come lo scavo, l’affumicatura o l’inondazione delle tane, nonché l’uso di veleni, sono vietati. In Afghanistan la volpe delle steppe è interamente protetta, e ne sono proibiti sia la cattura sia il commercio.